# کای تی. اریکسون
کای تئودور اریکسون (به انگلیسی: Kai Theodor Erikson) (زاده ۱۲ فوریه ۱۹۳۱) جامعه‌شناس آمریکایی زاده اتریش است که به عنوان مرجعی در پیامدهای اجتماعی رویدادهای فاجعه‌بار شناخته می‌شود. او هفتاد و ششمین رئیس انجمن جامعه‌شناسی آمریکا بود.

## زندگی و حرفه
اریکسون در وین زاده شد. مادرش، جون اریکسون، هنرمند، رقصنده و نویسنده زاده کانادا و پدرش، اریک اریکسون، روان‌شناس و جامعه‌شناس شهیر زاده آلمان بود. پدربزرگ مادری وی یک کاهن کلیسای اسقفی بود و اریسکون به عنوان یک پروتستان بزرگ شد. اریکسون از مدرسه پاتنی در ورمانت و کالج رید در اورگن فارغ‌التحصیل شد و از دانشگاه شیکاگو دکتری گرفت. وی در سال ۱۹۵۹ به هیئت علمی دانشگاه پیتسبرگ پیوست و در آنجا در دانشکده پزشکی و گروه جامعه‌شناسی سمت همزمان داشت. در آنجا او با همسر آینده خود جوانا اسلیوکا که بعداً جوانا اریکسون نام گرفت، آشنا شد.
در سال ۱۹۶۳ او به دانشگاه اموری و به دنبال آن در سال ۱۹۶۶ به دانشگاه ییل نقل مکان کرد. وی اکنون دارای عنوان استاد بازنشسته ویلیام آر. کینن جونیور جامعه‌شناسی و مطالعات آمریکا است.